# Homero de Miranda Gomes
Homero de Miranda Gomes (Ouro Fino, 2 de maio de 1913 — Florianópolis, 6 de abril de 1980) foi um médico e político brasileiro.

## Trajetória na medicina
Filho de Eurico de Miranda Gomes e Alice Osório de Miranda Gomes.
Formou-se médico pela faculdade de medicina da Universidade Federal de Minas Gerais em 8 de dezembro de 1940, especializando-se em dermatologia e leprologia, sendo convidado por este motivo pelo então Governador do Estado de Santa Catarina, Nereu Ramos, no início da década de 1940, para fazer parte do corpo clínico do Hospital Colônia Santa Tereza, especializado no tratamento da hanseníase, onde posteriormente assumiu o cargo de diretor, sendo que na época havia 1800 portadores de hanseníase internados.
Foi ainda médico do Instituto de Previdência e Assistência dos Servidores do Estado (IPASE), da Legião Brasileira de Assistência (LBA) e do Instituto Nacional de Seguridade Social (INSS).
Durante a Segunda Guerra Mundial serviu como tenente-médico da reserva da Aeronáutica em missões de patrulhamento aéreo do litoral brasileiro.
Sua profunda e fervorosa fé católica o levou a praticar intenso trabalho, não remunerado, como médico dos pobres e humildes que ao longo dos anos o projetou na política, exercendo os cargos de Prefeito de São José (1956 a 1960) e deputado estadual por duas legislaturas (1970 a 1974 a 1978).
Pertenceu, inicialmente, ao Partido Social Progressista (PSP) e em seguida á União Democrática Nacional (UDN) e finalmente à Aliança Renovadora Nacional (ARENA). Foi casado com Helga Maria de Miranda Gomes (já falecida), deixando oito filhos.
Recebeu o título de cidadão josefense pelos vereadores e, como homenagem, seu nome foi dado ao Hospital Regional de São José.

## Trajetória na política
Foi prefeito municipal de São José (Santa Catarina) de 1956 a 1961.
Foi deputado à Assembleia Legislativa de Santa Catarina na 7ª legislatura (1971 — 1975) e na 8ª legislatura (1975 — 1979), eleito pela Aliança Renovadora Nacional (ARENA).

## Homenagens
Cidadão dos mais benquistos que teve a sociedade josefense, não só pela sua ação política como pelo modo afável que sempre tratou quem o procurava, não só por amizade, como buscando atendimento médico, recebeu o título de Cidadão Josefense, entregue em sessão solene na Câmara Municipal de São José em 25 de janeiro de 1967.